# لماذا أريد أن أضاجع رونالد ريغان

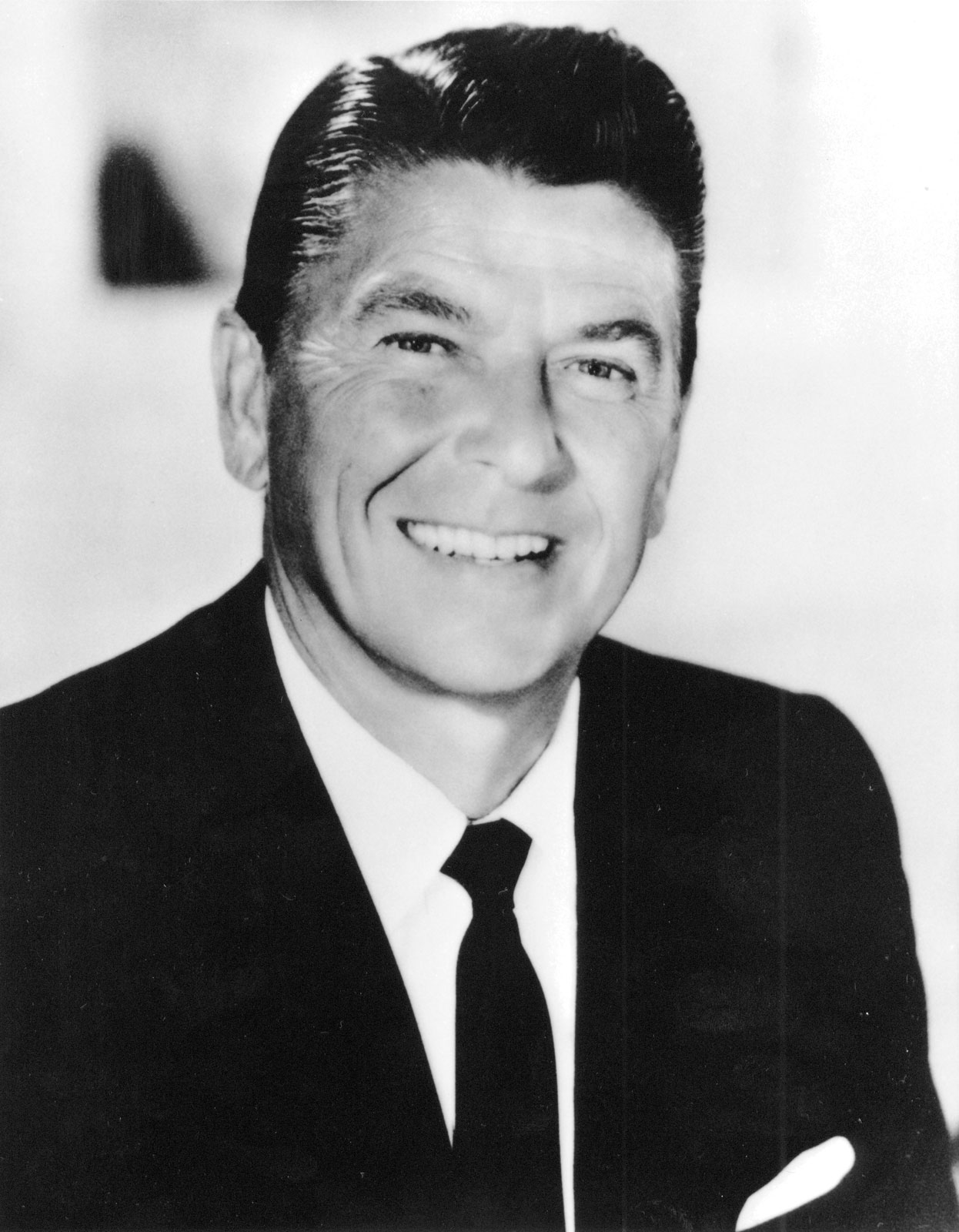
رونالد ريغان عام 1967

لماذا أريد أن أضاجع مع رونالد ريغان هو نص نثري قصير للكاتب الإنجليزي جيه جي بالارد، نُشر لأول مرة في شكل كتيب صغير من دار نشر يونيكورن بوكشوب في برايتون في عام 1968. 
نشرت لاحقًا كأحد الفصول في رواية «معرض الفظائع». كتبت بأسلوب أكاديمي وتسرد سلسلة من التجارب الغريبة لقياس الجاذبية النفسية والجنسية لرونالد ريغان، الذي كان آنذاك حاكمًا لولاية كاليفورنيا والمرشح لترشيح الحزب الجمهوري للرئاسة عام 1968 .